# Kreuz Bamberg
Kreuz Bamberg is een knooppunt in de Duitse deelstaat Beieren. Op dit klaverbladknooppunt kruist de A73 (Suhl-Neurenberg) de A70 (Kreuz Schweinfurt/Werneck-Dreieck Bayreuth/Kulmbach).

## Naamgeving
Het knooppunt is genoemd naar de stad Bamberg die er ten zuiden van ligt.

## Geografie
Het knooppunt ligt zowel in de gemeente Gundelsheim als in de stad  Bamberg. Nabijgelegen dorpen en steden zijn Gundelsheim, Bamberg, Hirschknock, Lichteneiche en Hallstadt. Het knooppunt ligt ongeveer km 56 ten zuidoosten van Schweinfurt ongeveer 73 km ten noorden van Neurenberg en ongeveer 97 km ten zuidwesten van Suhl.

### Rijstroken
Nabij het knooppunt hebben beide snelwegen 2x2 rijstroken. Alle verbindingsbogen hebben één rijstrook. Het knooppunt kent geen parallelrijbanen.

## Geschiedenis
Na de openstelling van het knooppunt was het oostelijk gedeelte van de A70 nog genummerd als B500 en het noordelijke deel van de A73 was nog als B173 genummerd. Met de opwaardering, na gereedkomen van de ombouw van de B 505 naar A 70 werd het oostelijk gedeelte in 1981 opgewaardeerd tot snelweg. Het opwaarderen van het noordelijke deel van de A73 tot Bundesautobahn volgde op 1 januari 2008.

## Toekomst
Er zijn plannen om het knooppunt aan te passen, onder meer door het aanleggen van weefstroken.

## Verkeersintensiteiten
In 2010 werd het knooppunt dagelijks door ongeveer 76.250 voertuigen gebruikt. 

| Van                          | Naar                  | Gemiddeld aantal voertuigen per dag |
| ---------------------------- | --------------------- | ----------------------------------- |
| AS Bamberg (A 70)            | AK Bamberg            | 40.900                              |
| AK Bamberg                   | AS Scheßlitz (A 70)   | 23.000                              |
| AS Breitengüßbach-Süd (A 73) | AK Bamberg            | 36.200                              |
| AK Bamberg                   | AS Memmelsdorf (A 73) | 52.400                              |

## Richtingen knooppunt
| Aansluitende wegen                           | Aansluitende wegen | Aansluitende wegen | Aansluitende wegen | Aansluitende wegen           |
| -------------------------------------------- | ------------------ | ------------------ | ------------------ | ---------------------------- |
| richting Coburg / Lichtenfels Kronach / Suhl |                    |                    |                    | richting Kulmbach / Bayreuth |
|                                              |                    |                    |                    |                              |
|                                              |                    |                    |                    |                              |
|                                              |                    |                    |                    |                              |
| richting Bamberg / Schweinfurt Würzburg      |                    |                    |                    | richting Neurenberg          |

## Weblink
- Autobahnkreuz Bamberg − Autobahnkreuze & Autobahndreiecke in Deutschland